# Axis mundi
De axis mundi (Latijn: as van de wereld of wereldas) is een centrale verbindingslijn tussen hemel en aarde in verscheidene levensbeschouwingen en mythen, van Maya-mythen tot Siberisch sjamanisme. Het is de centrale lijn waar alles om draait, zowel letterlijk als figuurlijk. De axis mundi kan in de overlevering de vorm krijgen van bijvoorbeeld een unieke berg, een boom zoals de Noordse Yggdrasil, een pilaar, of een heiligdom zoals het Griekse Delphi of de Mesopotamische ziggoerat. Dat komt door bijvoorbeeld hun associaties met grote hoogten en dus het dragen van het hemelgewelf. Zodoende gold de axis mundi als het hoogste punt in de kosmos, het centrum van alle richtingen, of als fysieke en communicatieve verbinding tussen de onderwereld, gewone wereld en hemel. Daarmee genoot de axis mundi een heilige status. 

## Bron
- Sullivan, L.E. 'Axis Mundi' in Encyclopedia of Religion. Volume 2. Red. L. Jones. MacMillan, 2005, p. 712-713